# Gmina Vaivara
Gmina Vaivara (est. Vaivara vald) – gmina wiejska w Estonii, w prowincji Virumaa Wschodnia.
Vaivara